# Amerindios (álbum)
Amerindios es el primer álbum de estudio oficial de la banda chilena Amerindios, lanzado en 1970 por el sello DICAP. Nunca ha sido reeditado en CD, y salvo las dos primeras canciones, compuestas por Sergio Ortega, todas las demás son obra de los músicos de la banda.

## Lista de canciones
Toda la música compuesta por Amerindios, salvo que se indique lo contrario. 
| Lado A |                                 |                    |          |  |
| N.º    | Título                          | Música             | Duración |  |
| 1.     | «Nixon»                         | Sergio Ortega      |          |  |
| 2.     | «Una vez un yankee yo encontré» | Sergio Ortega      |          |  |
| 3.     | «Los vietnamitas»               | Puebla, Amerindios |          |  |
| 4.     | «Sr. juez»                      |                    |          |  |
| 5.     | «¡Achís! ¡Achís! qué catarro»   |                    |          |  |
| 6.     | «La disparada»                  | Amerindios, Vandré |          |  |

| Lado B |                          |                      |          |  |
| N.º    | Título                   | Música               | Duración |  |
| 7.     | «Juan Verdejo»           | Figueroa, Amerindios |          |  |
| 8.     | «Mentiras sólo mentiras» |                      |          |  |
| 9.     | «Sembrador de lunas»     | Amerindios, Dewers   |          |  |
| 10.    | «Como un árbol»          |                      |          |  |
| 11.    | «Mes de volantines»      |                      |          |  |
| 12.    | «Blanco, rojo y azul»    |                      |          |  |